# Cyrielle Guiliano
Pour les articles homonymes, voir Guiliano.
 Cyrielle Guiliano , née le 19 juin 1987 à Wissembourg, est une tireuse française au pistolet 10 et 25 mètres.

## Palmarès
Elle concourt actuellement pour le club de C.T Montgeron.

### Championnats de France junior
- 1 Championnats  France 2007 et 2008 à 10m;
- 1e au pistolet 25 mètres  en 2007.

### Championnat d'Europe junior
- 1 Championnats  d'Europe 2006 à 10m;
- 3e au pistolet 25 mètres  en 2005 par équipe.

### Records personnels
- Pistolet 10 mètres : 386/400
- Pistolet 25 mètres : 575/600